# Minuartia capillacea
Espèce
Classification phylogénétique
La Minuartie à feuilles capillaires (Minuartia capillacea ou Cherleria capillacea) est une espèce de plantes herbacées du genre Minuartia et de la famille des Caryophyllacées.